# Potros del Este
Club Deportivo Potros del Este – panamski klub piłkarski z siedzibą w stołecznym mieście Panama. Występuje w rozgrywkach Liga Panameña. Domowe mecze rozgrywa na obiekcie Estadio Javier Cruz.

## Osiągnięcia

### Krajowe
- Liga Panameña

| zwycięstwo (0):     | –                  |
| drugie miejsce (2): | 2018 (A), 2019 (A) |

- Copa Panamá

| zwycięstwo (1):     | 2019 |
| drugie miejsce (0): | –    |

## Historia
Klub powstał w 2014 roku na licencji drugoligowej drużyny Santos Panamá, która zmieniła nazwę na Costa del Este i przeniosła siedzibę z La Chorrera do stołecznego miasta Panama. Został założony przez Jorge Serrano Elíasa, osiadłego w Panamie gwatemalskiego przedsiębiorcę i byłego prezydenta Gwatemali (1991–1993).
W 2018 roku klub awansował do najwyższej klasy rozgrywkowej. Tam już w pierwszym sezonie Apertura 2018 wywalczył wicemistrzostwo Panamy i został tym samym pierwszą drużyną w historii, która zdołała dotrzeć do finału ligi panamskiej jako beniaminek. W 2021 roku zmienił nazwę na Deportivo del Este, a w 2022 roku na Potros del Este.